# 惠善尼
惠善尼（日语：恵善尼；？—？），俗名石女，日本6世紀後半期比丘尼，也是日本最初的比丘尼之一。父親是錦織壺。
584年（敏達天皇13年），隨司馬達等女兒善信尼及另一位比丘尼禪藏尼出家，住在大和國櫻井道場。585年物部守屋發起廢佛運動，奪去她們法衣，逼她們全祼在群眾前鞭打。
後因大臣蘇我馬子生病，為祈願康復勅許3人再次出家，588年（敏達天皇17年）正式前往百濟受戒，受戒後於590年回國。